# Onda tropical
Onda tropical, onda oriental ou onda oriental africana (no Oceano Atlântico) é um tipo de cavado atmosférico, com uma área alongada com relativamente baixa pressão atmosférica, orientada de norte ao sul, que se move de leste para oeste através dos trópicos apresentando áreas de nuvens e por vezes tempestades. Estas ondas são formadas por fissuras numa alta subtropical, que geralmente está localizada na região central de um oceano. Ondas atmosféricas que se movem para oeste podem formar-se também das pontas de uma frente fria nos subtrópicos e nos trópicos também podem ser chamados de ondas orientais, porém não podem ser consideradas ondas tropicais; estas ondas são uma forma de um cavado invertido em forma de "U" e nelas não há características tropicais como nas ondas tropicais. As ondas tropicais também podem ser formar em fissuras numa área de alta pressão permanente estacionada ao norte ou ao sul da zona de convergência intertropical. O movimento geral para oeste, características notável destas ondas, é atribuído pelas correntes de ar que se deslocam de leste para oeste nos trópicos e nos subtrópicos perto da linha do Equador. Como zonas de instabilidades atmosféricas, as ondas tropicais têm um papel fundamental na ciclogênese tropical de ciclones tropicais; cerca de 85% dos grandes furacões eram simples ondas tropicais nos seus estágios iniciais.